# Elizabeth Siddal
Elizabeth Eleanor Siddall, meglio nota come Elizabeth Siddal (Londra, 25 luglio 1829 – Londra, 11 febbraio 1862), è stata una modella, poetessa e pittrice britannica.

## Biografia

### L'infanzia
Nacque a Londra il 25 luglio 1829, terza di otto figli, da Charles Crooke Siddall e Eleanor Elizabeth Evans; il padre aveva un negozio nel centro di Londra in cui produceva coltelli.

### Il successo come modella

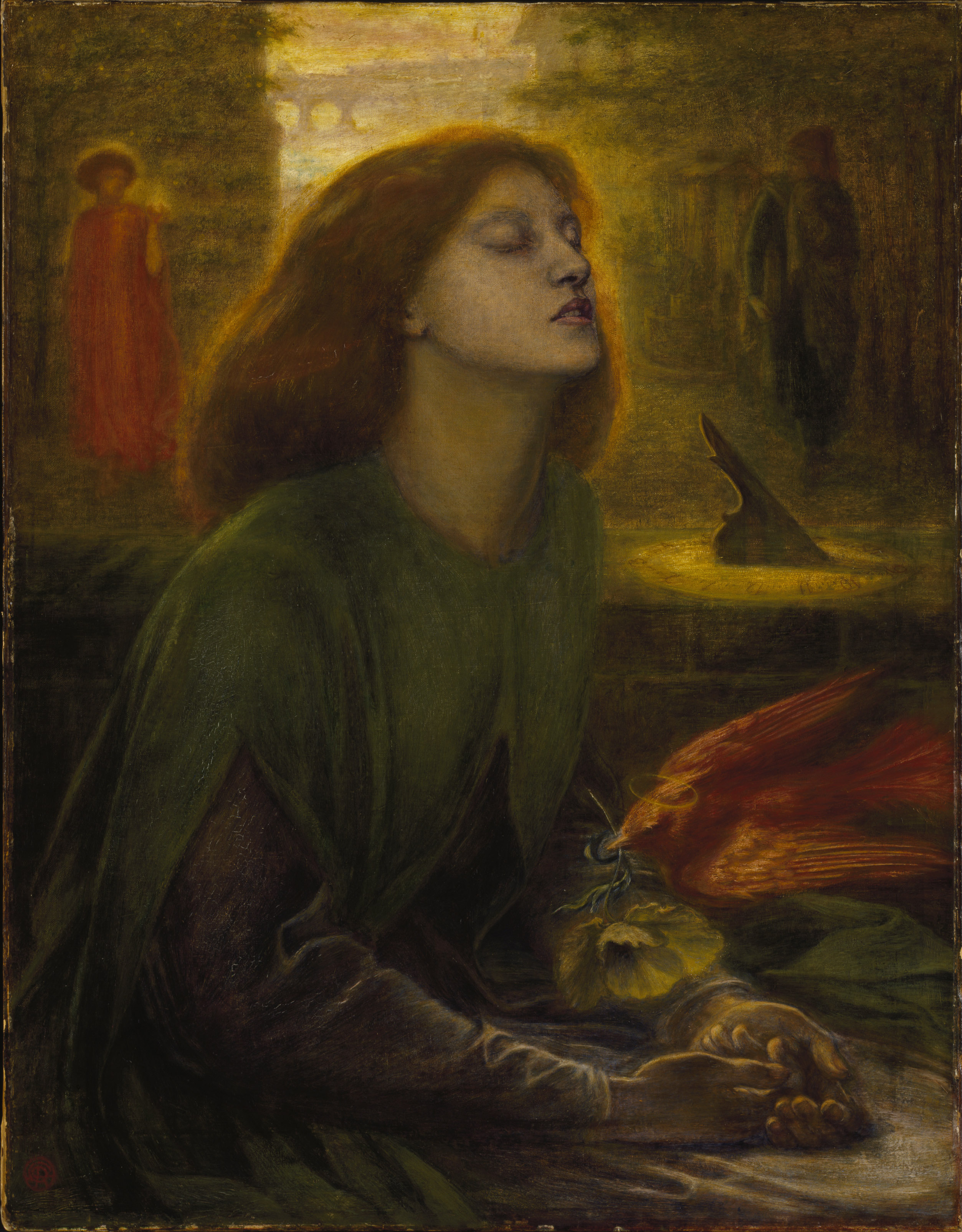
Elizabeth Siddal nelle vesti di Beatrice (1863) per Dante Gabriel Rossetti, in Beata Beatrix

Inizialmente fu impiegata, con tre delle sue sorelle, come modista in una bottega di Cranbourne Alley, la Siddal divenne in breve tempo la modella preferita di alcuni dei più famosi pittori dell'epoca, i preraffaelliti: Elizabeth, infatti, impersonava perfettamente la loro idea di femminilità. Ci sono due ipotesi sul cambiamento radicale che conobbe la sua vita quando Elizabeth aveva circa vent'anni. Secondo la prima ipotesi fu Walter Howell Deverell che la scoprì nella bottega di Cranbourne Alley e che la presentò al circolo dei Preraffaelliti, portandola via da una famiglia che non voleva per lei un futuro artistico. Seconda ipotesi: la ragazza fu proposta come sarta alla famiglia Howell Deverell. Il padre, preside della Government School of Design, vide alcuni suoi disegni e la presentò al figlio pittore, quest’ultimo a sua volta la fece conoscere agli artisti della confraternita.
Posò anche per William Holman Hunt e John Everett Millais, ma fu modella fissa per Dante Gabriel Rossetti, di cui si innamorò e che sposò nel 1860.
Posando per l'Ophelia di John Everett Millais (1852), la Siddal fu costretta a rimanere a lungo immersa in una vasca da bagno, per rappresentare la morte del personaggio shakespeariano. La sua resistenza fu notevole, anche quando si ruppe una delle lampade che servivano a riscaldare l'acqua: la modella, tuttavia, fu colpita da una bronchite che le minò la salute. Suo padre ritenne responsabile Millais e cercò di fargli sborsare un adeguato indennizzo. La salute cagionevole della donna, però, potrebbe essere anche attribuita all'uso che faceva del laudano, una sostanza stupefacente di uso medico che veniva usata anche come droga.

### La vita con Rossetti
Una volta diventata la modella di Dante Gabriel Rossetti, prima ancora che moglie, la Siddal cominciò a studiare con lui. Malgrado il pittore cercasse sempre di ritrarla bella e dolce, in realtà la donna aveva un carattere forte e deciso, come traspare dai propri autoritratti: non era quella donna eterea che i pittori amavano idealizzare.
Nel 1855 il critico d'arte John Ruskin si offrì di pagare bene per tutte le opere artistiche prodotte dalla Siddal, che in realtà si limitavano a molti schizzi e ad un solo dipinto, che verteva sui temi medievali delle leggende arturiane. Ruskin, comunque, fu colpito dalla donna e scrisse a Rossetti una lettera in cui lo esortava a non rinviare oltre il matrimonio con la Siddal, per darle quella sicurezza di cui aveva bisogno.
Rossetti, invece, aveva paura a presentare ai propri genitori la Siddal, poiché era di umili origini. Già le sorelle del pittore, Maria Francesca e Christina, avevano avuto parole di fuoco per la donna, ed il timore che i genitori potessero imporre un veto alle nozze, fece sì che egli attendesse molti anni ancora prima di chiedere in sposa la modella. Quest'ultima, sembra, credette che ci fosse una "musa" più giovane nel cuore del pittore, e questo accentuò la sua già presente malinconia.

### I problemi di salute e la morte

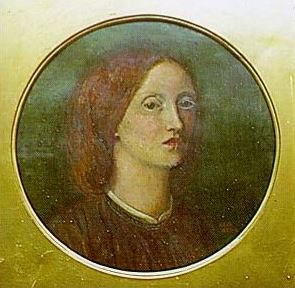
Autoritratto (1854)

La Siddal viaggiò molto per motivi di salute. Quando nel 1860 sposò finalmente Rossetti, aveva alle spalle già molte delusioni: il pittore fissava infatti la data delle nozze e poi all'ultimo secondo la rinviava. Lo stress di questo comportamento accentuò lo stato depressivo di cui la donna soffrì per tutta la vita. Nel 1861 diede alla luce un bambino nato morto. Dalla depressione scaturita da quest'evento, la donna non si riprese più: il marito, poco tempo dopo, la trovò morta nel suo letto.
Malgrado il referto medico parlasse di "morte accidentale", dovuta cioè ad un'errata valutazione della dose di laudano da assumere, Rossetti capì che si trattava di suicidio. Si confidò con l'amico pittore Ford Madox Brown, il quale gli consigliò di bruciare la lettera d'addio della moglie che il pittore aveva trovato. Il suicidio, all'epoca, oltre ad essere considerato immorale era anche illegale: lo scandalo avrebbe travolto tutta la famiglia di Rossetti e alla Siddal sarebbe stata negata la sepoltura in terra consacrata.

### Le poesie

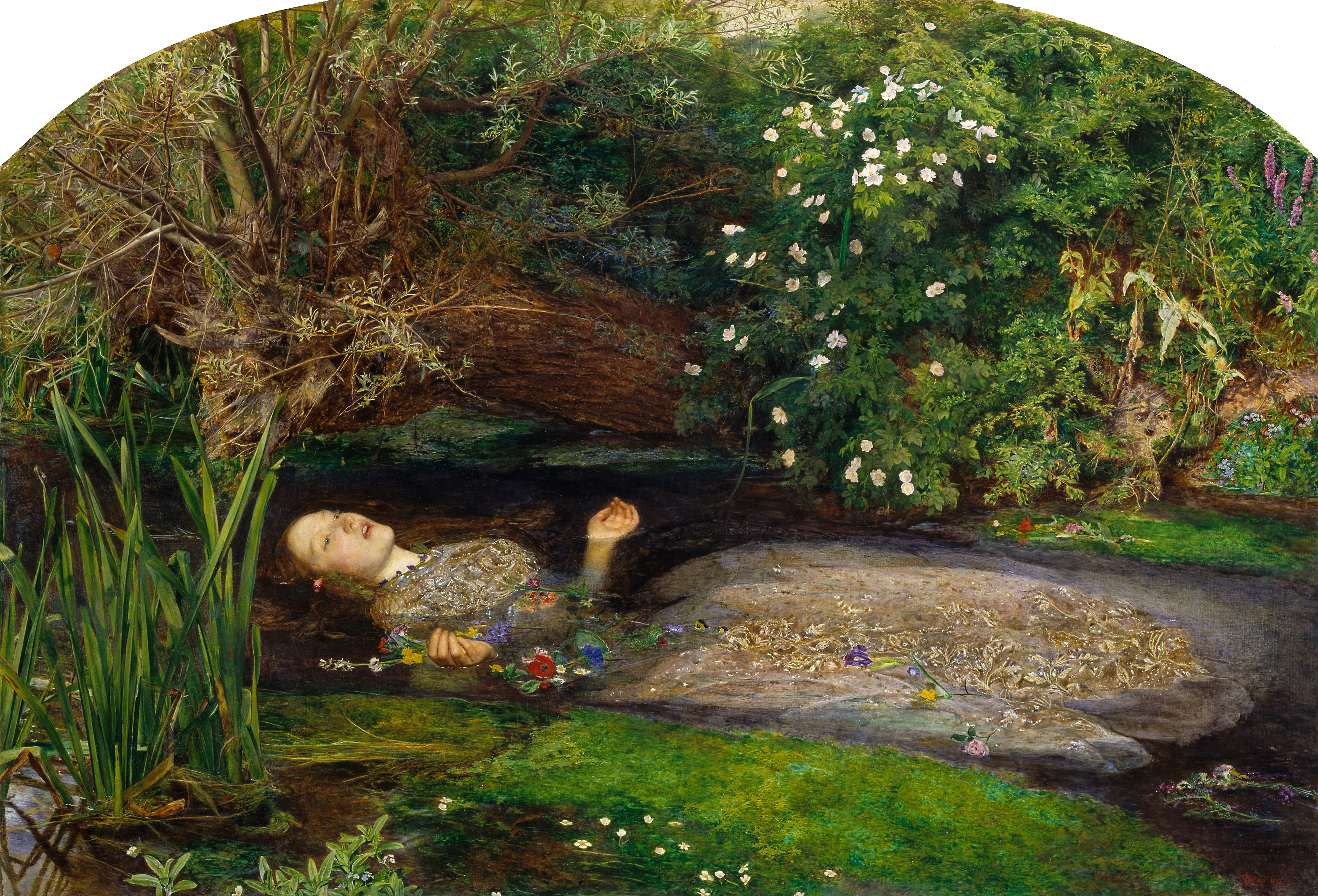
L'Ophelia (1851-1852) di John Everett Millais che costò la salute alla Siddal.

Nella tomba, insieme al corpo della Siddal, il marito fece porre anche l'unica copia dei manoscritti d'amore che lo stesso Rossetti aveva dedicato alla Siddal, scritti nel corso degli anni: il quaderno che li conteneva venne infilato fra i suoi capelli rossi. Nel 1869 Rossetti, piegato da alcool e droga e convinto di diventare cieco, fu ossessionato dal desiderio di pubblicare le proprie poesie accompagnate da quelle della moglie. Inoltre soffriva di allucinazioni in cui riferiva di essere visitato dal fantasma di Elizabeth, ricercando anche modelle e amanti fisicamente a lei simili.
Insieme al proprio agente Charles Augustus Howell e sostenuto dai suoi eccentrici amici come Algernon Swinburne, ottenne il permesso di aprire la tomba della Siddal per recuperare il quaderno di poesie: il tutto venne svolto di notte, per evitare lo sdegno della gente. Howell (che viene ricordato come noto mentitore) raccontò che il corpo della Siddal aveva mantenuto intatta la propria bellezza, e che i capelli avevano continuato a crescerle a dismisura. Rossetti pubblicò quindi le proprie poesie insieme a quelle della moglie. A causa di alcuni temi erotici, però, l'opera venne male accolta dalla critica. Nel 1872 Rossetti tentò il suicidio allo stesso modo della moglie, ingerendo del laudano, ma fu salvato dagli amici. Morì nel 1882.

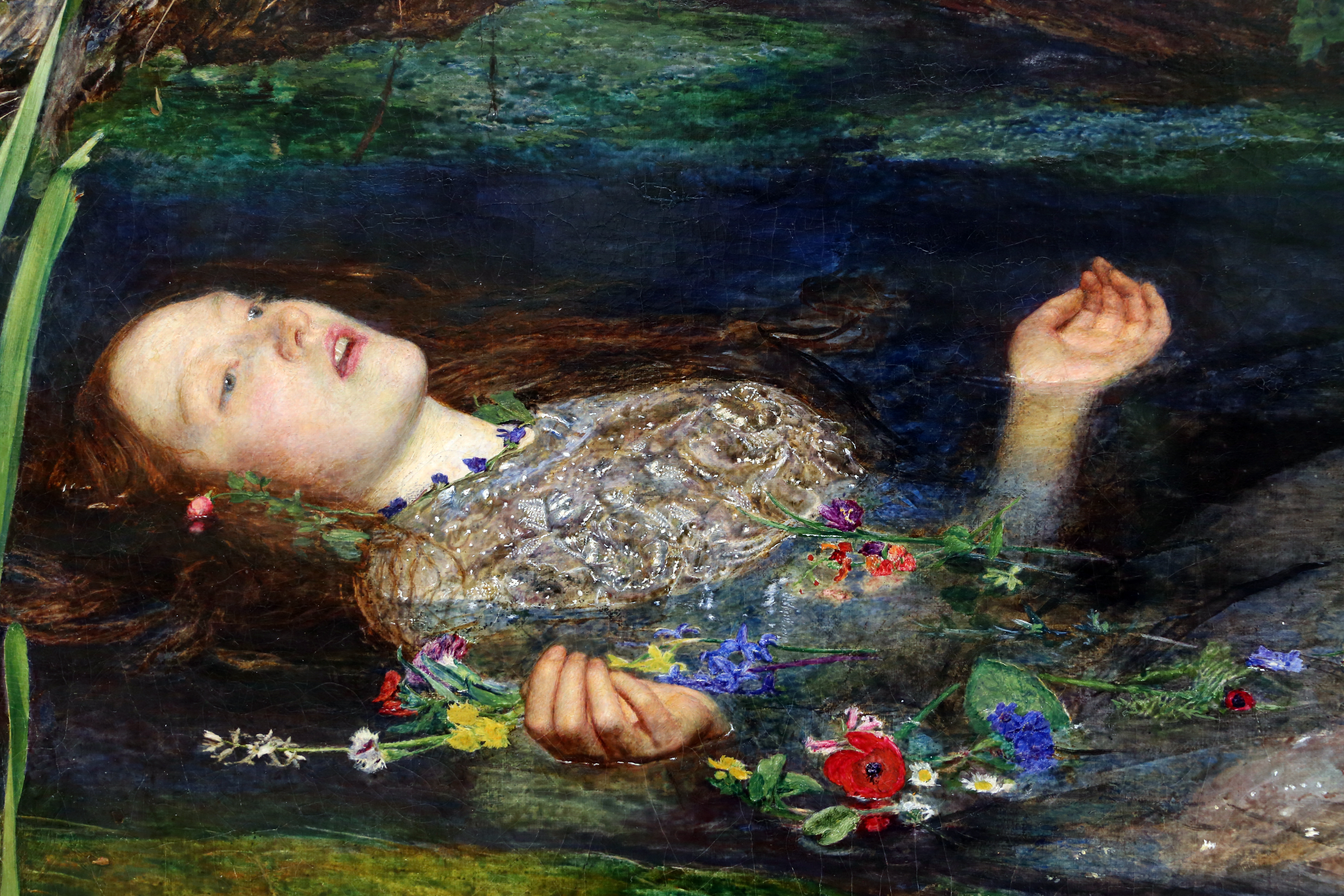
Millais, Ofelia (particolare)

È comunque del 1906 la prima raccolta "in solitaria" delle poesie della Siddal. Alcune sue liriche furono tradotte in italiano ai primi del Novecento dalle studiose Zaira Vitale (1904) e Alice Galimberti (1925). Nel 2006 queste composizioni furono tradotte in italiano da Conny Stockhausen e nel 2009 ri-tradotte dall'anglista Stefania Arcara, che le ha raccolte in edizione critica con testo a fronte nel volume Di rivi e gigli. Poesie e lettere. Questa edizione, condotta sui manoscritti autografi conservati all'Ashmolean Museum di Oxford, contiene anche le lettere di Siddal, per la prima volta tradotte in italiano, nonché un ampio saggio introduttivo che offre un profilo biografico e artistico dell'autrice e una rassegna della critica letteraria femminista grazie alla quale Siddal è stata riscattata dall'oblio a partire dagli anni Ottanta del Novecento. Sebbene le studiose concordino nell'individuare il corpus di poesie costituito da 15 testi, nel 2018 Serena Trowbridge include alcuni frammenti di versi ritrovati negli archivi dell'Ashmolean Museum di Oxford; proseguendo la tradizione di critica letteraria femminista che sin dagli anni Ottanta del Novecento ha rivalutato la figura di Siddal, anche Trowbridge afferma che la carriera dell'artista quale modella aveva spinto i contemporanei a sottovalutarne le doti letterarie. Le sue opere, seppure rivelano nei molti errori ortografici la sua modesta cultura e provenienza sociale, tuttavia spiccano per costruzione, metrica e intensità. La critica della condizione femminile nell'Inghilterra ottocentesca è inoltre uno dei temi ricorrenti nelle poesie della Siddal.

## Cultura di massa
La storia di Elizabeth è stata trattata diverse volte, ad esempio nella fiction BBC sui preraffaelliti Desperate Romantics (2009), utilizzata in Italia, parzialmente, nella puntata su Londra del programma tv Città segrete di Corrado Augias (2019). Il ruolo della Siddal è affidato all'attrice britannica Amy Manson. Il doppiaggio italiano è stato rifatto apposta per le scene usate come docufiction nella trasmissione Rai. La prima trasmissione italiana avvenne su Laeffe nel 2015.

## Galleria d'immagini
Elizabeth venne ritratta in numerosi altri dipinti di Rossetti, come modella principale.

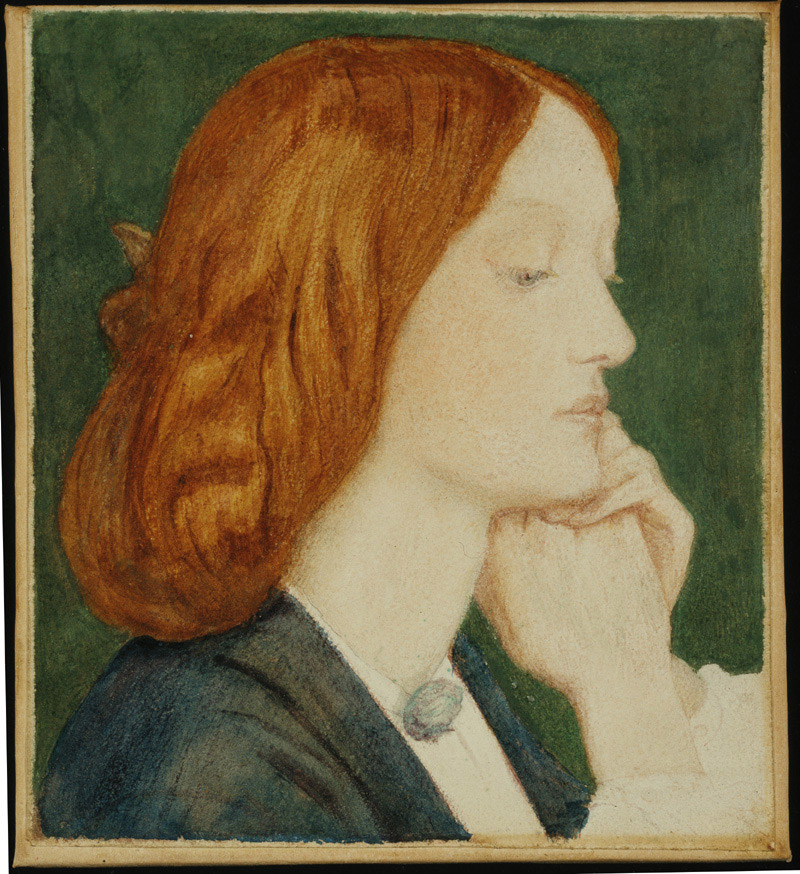
Ritratto del 1854
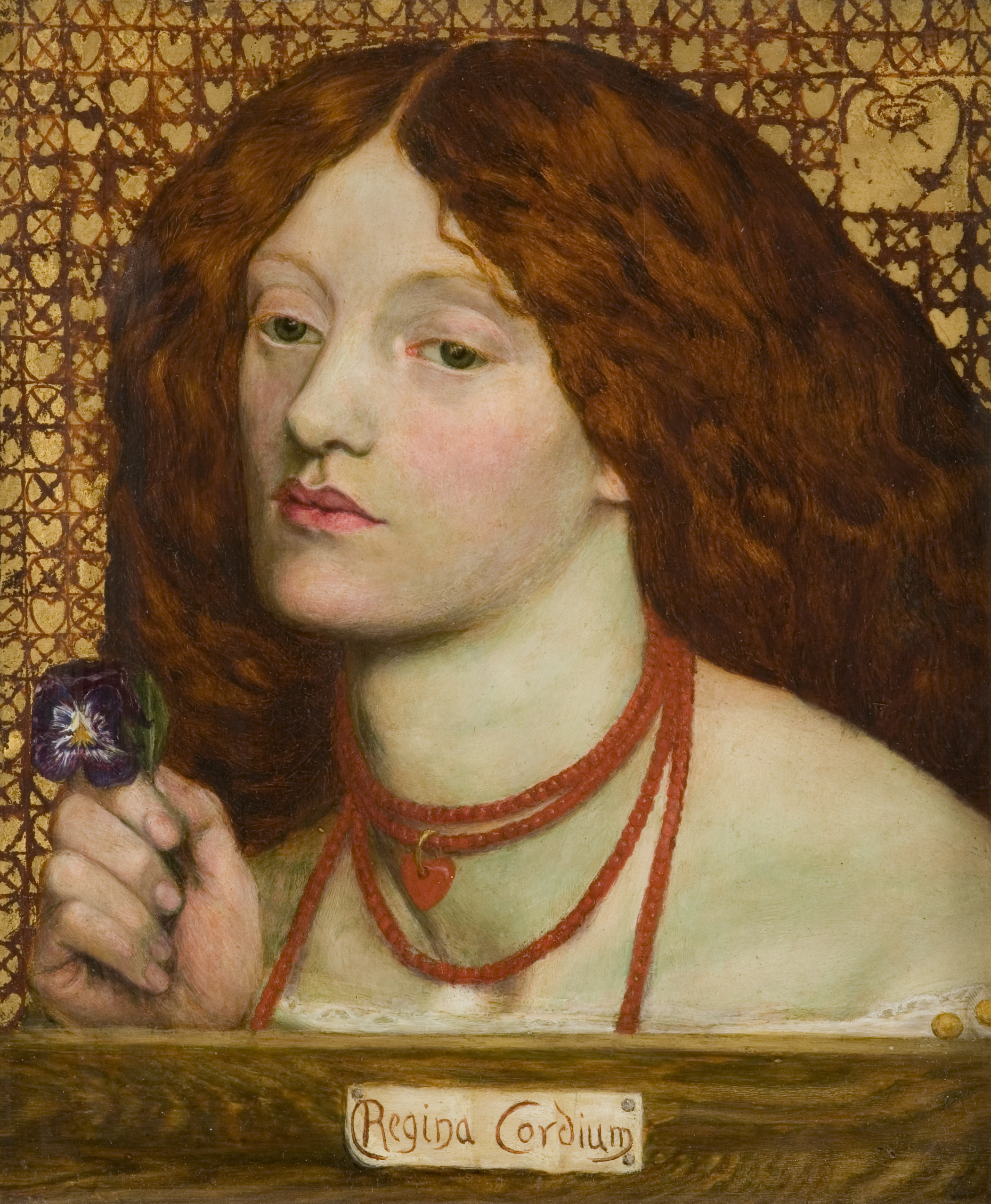
Regina Cordium
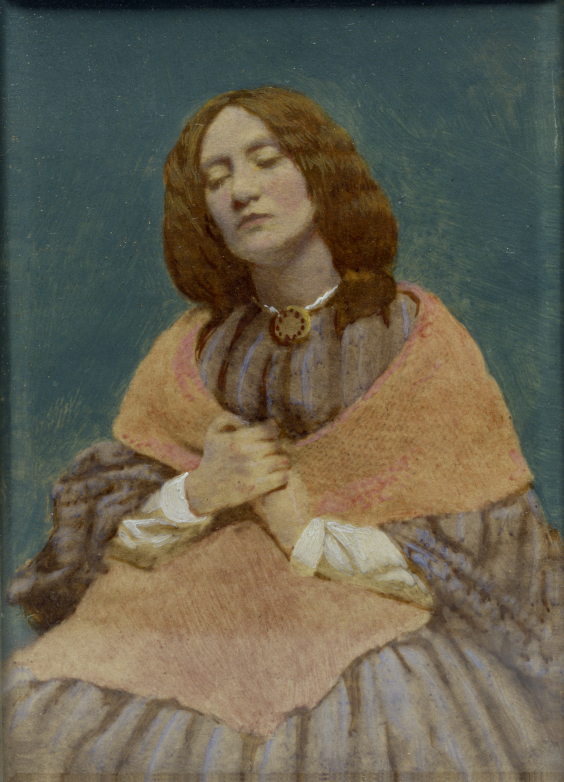
Altro ritratto
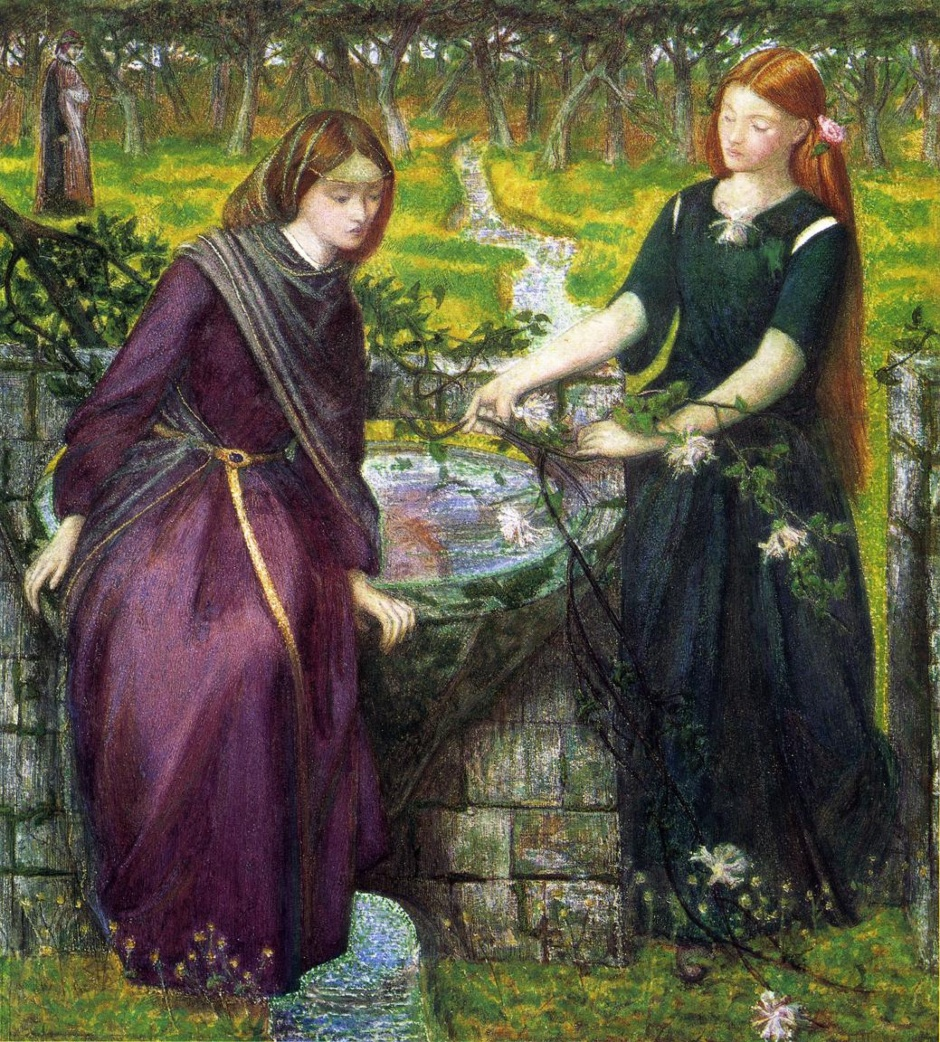
La visione di Dante di Lia e Rachele (dal Purgatorio)
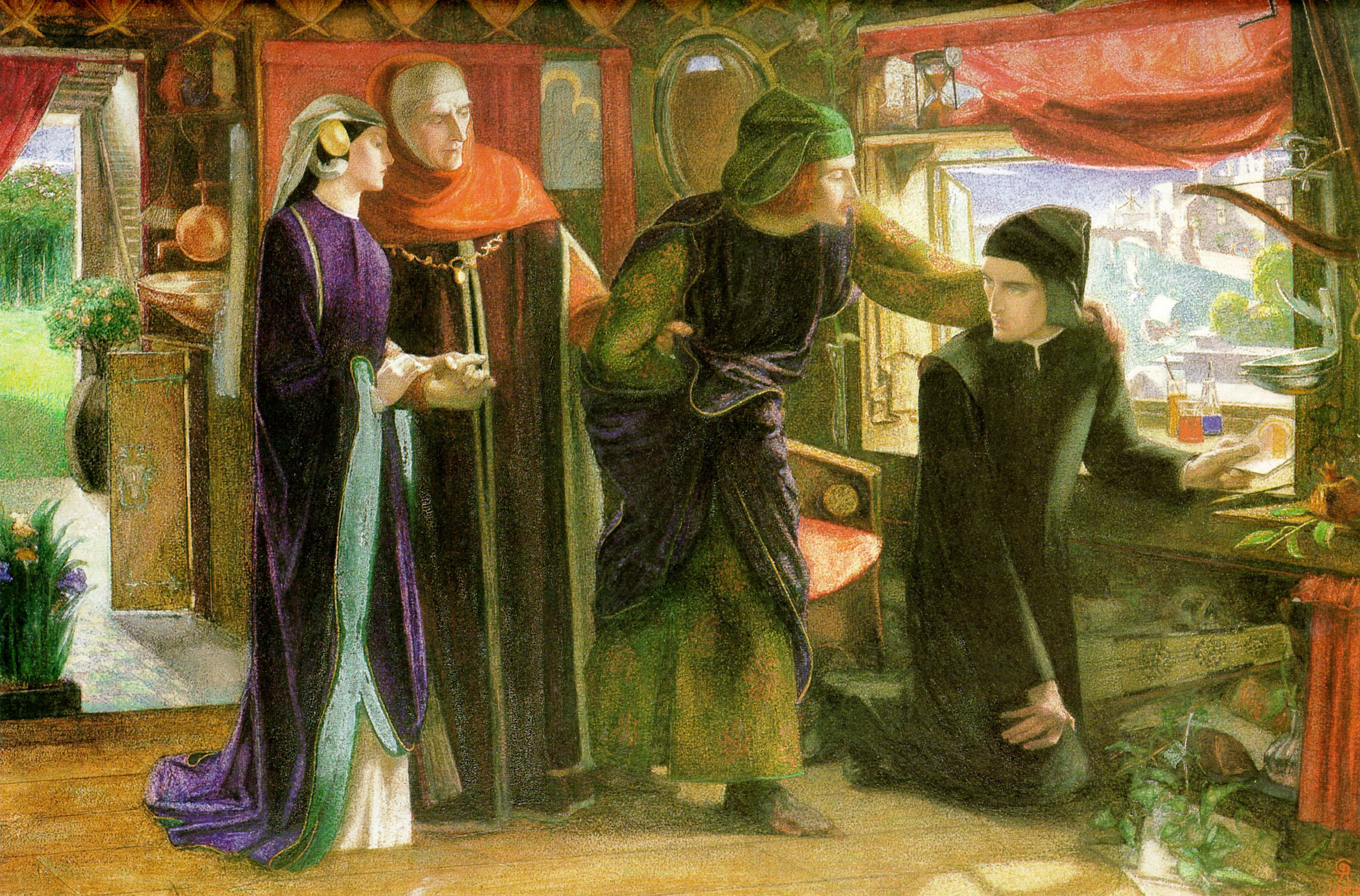
Il primo anniversario della morte di Beatrice
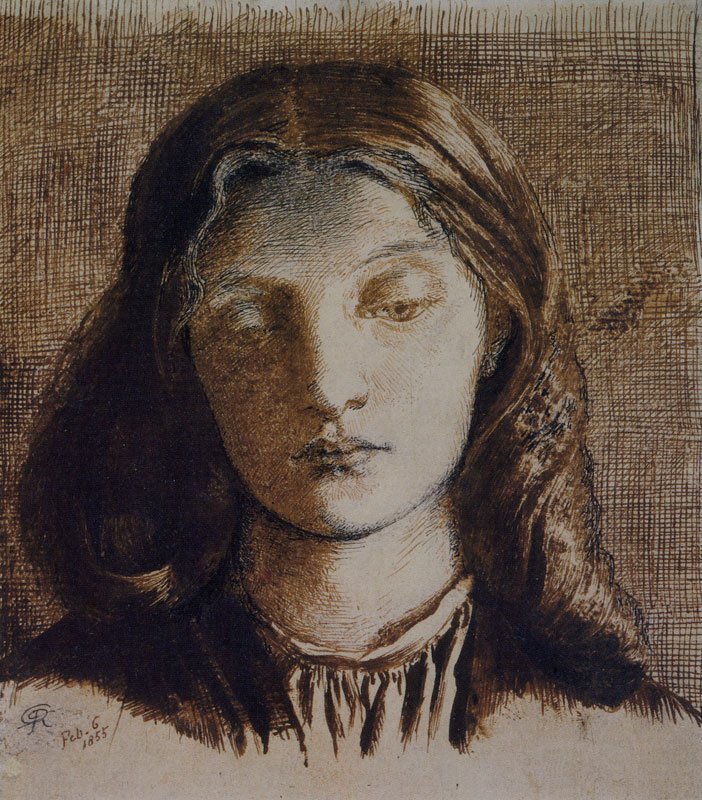
Primo piano a matita
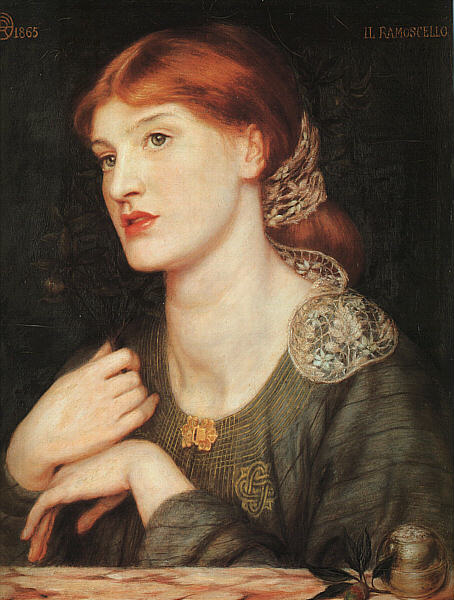
Il ramoscello
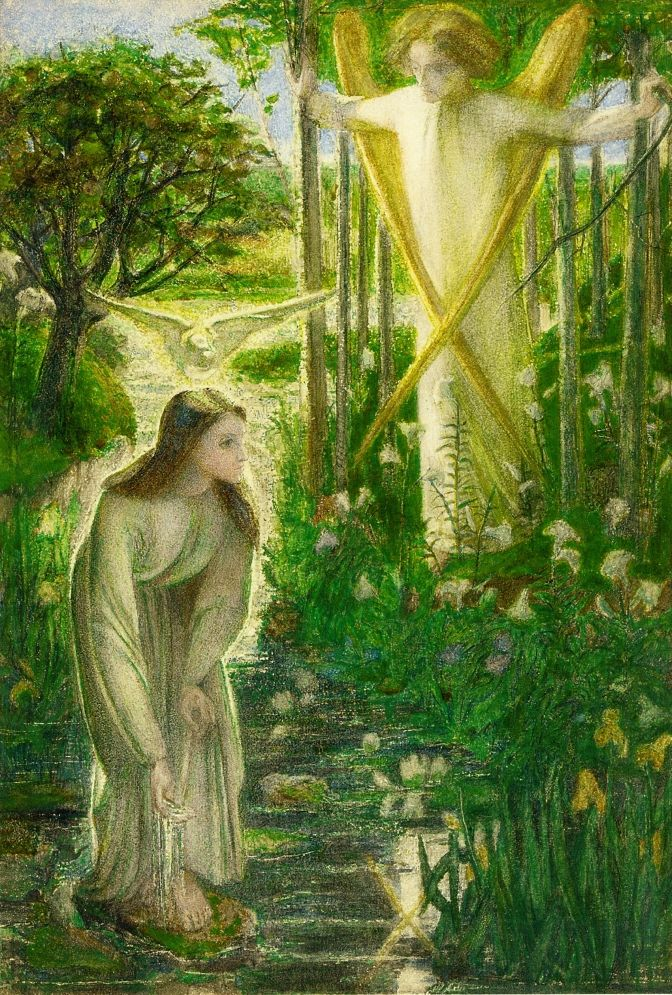
L'annunciazione
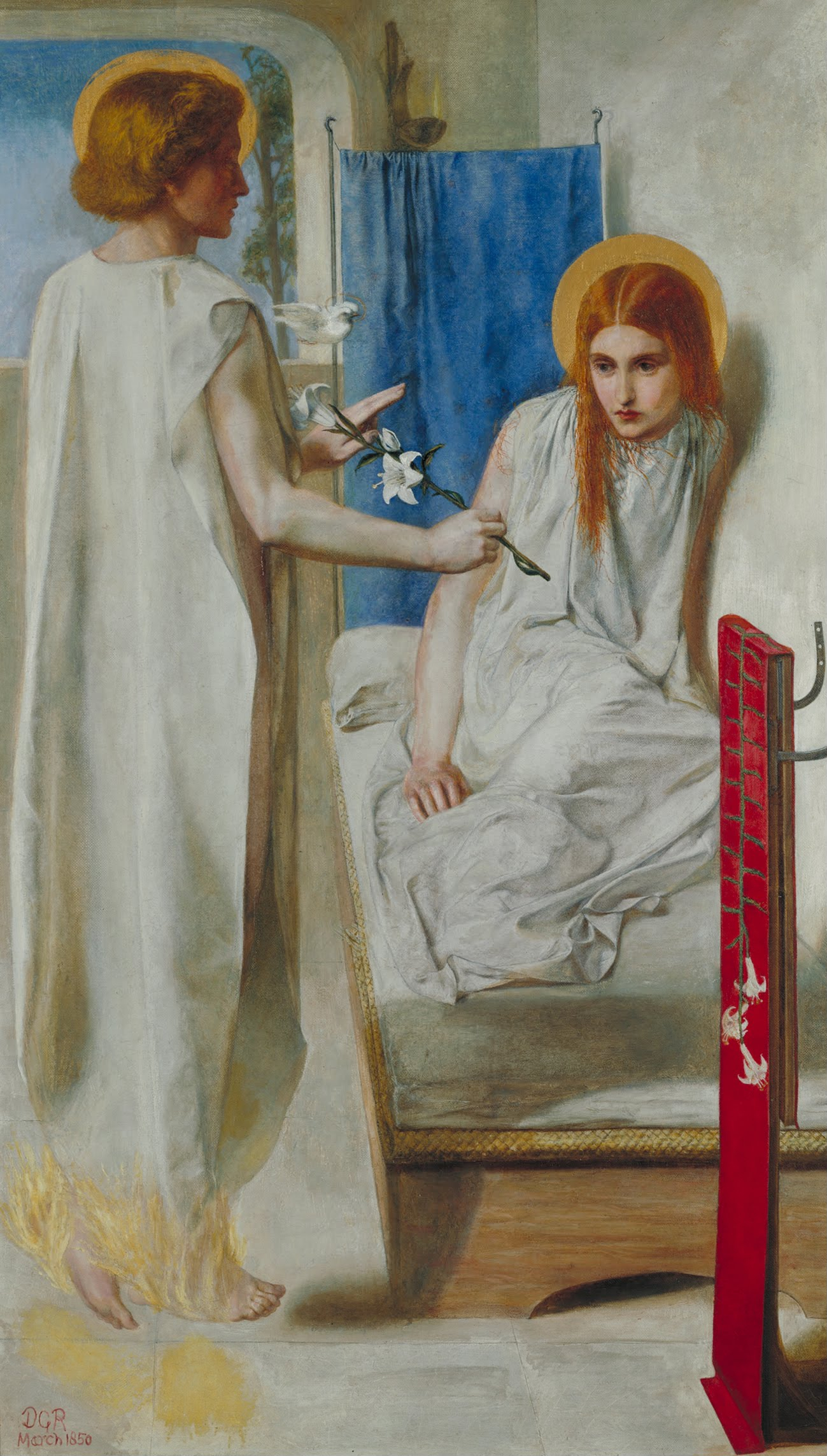
Ecce Ancilla Domini (L'annunciazione)
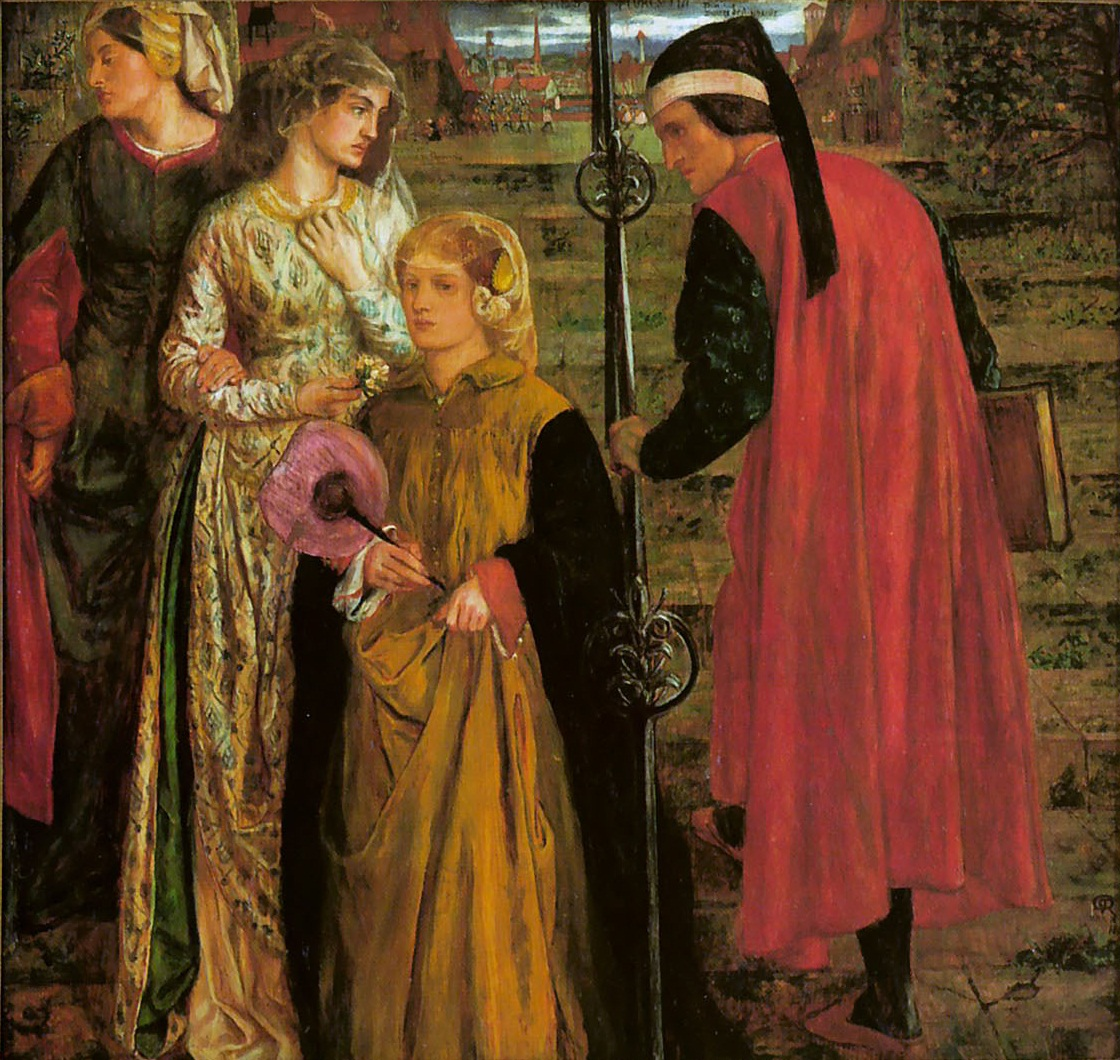
Saluto di Beatrice
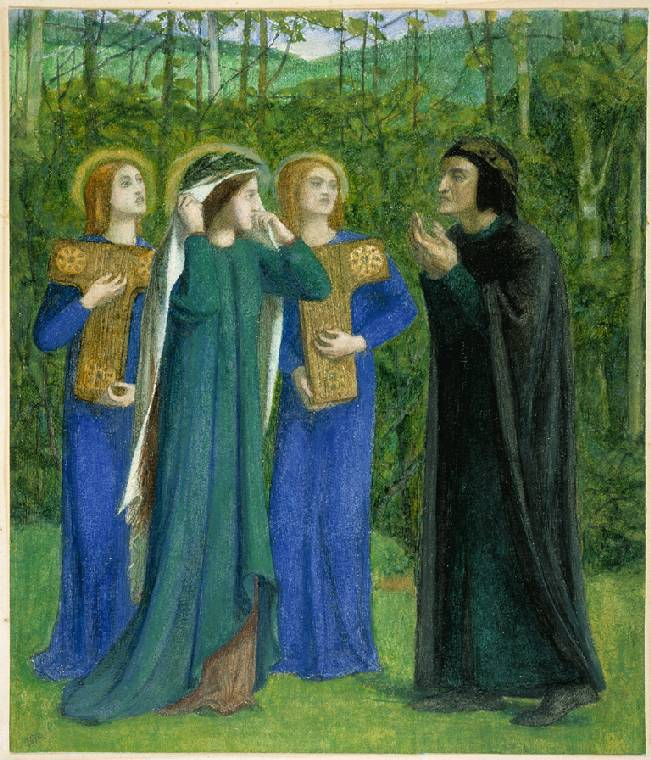
Dante incontra Beatrice nel Paradiso terrestre
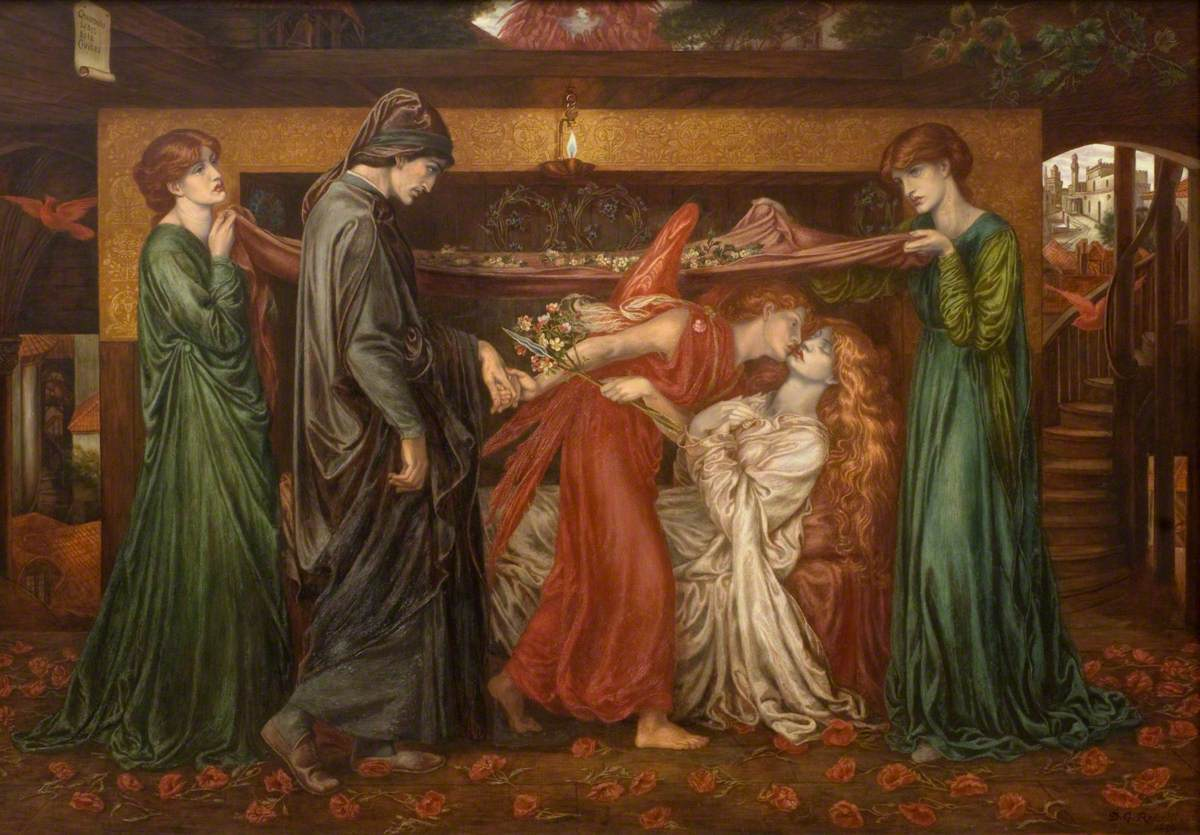
Il sogno di Dante alla morte di Beatrice

## Opere letterarie
- Elizabeth Siddal, "Di rivi e gigli". Poesie e lettere, traduzione e cura di Stefania Arcara, Bari, Palomar, 2009. Con testo a fronte. Edizione critica condotta sui manoscritti autografi conservati all'Ashmolean Museum di Oxford.
- Poems - Poesie. La musa ispiratrice dei Preraffaelliti, ed. Damocle, 2006, 2012. Introduzione e traduzione a cura di Conny Stockhausen, dalla raccolta Poems del 1906
- My Ladys Soul: The Poems of Elizabeth Eleanor Siddall, a cura di Serena Trowbridge, edizione Victorian Secrets, 2018